# Enicospilus ahngeri
Enicospilus ahngeri là một loài tò vò trong họ Ichneumonidae.